# Cynthia Maung
En este nombre birmano , el nombre de pila es Cynthia Maung. No hay ningún apellido.
Cynthia Maung (Mawlamyaing, Birmania, 6 de diciembre de 1959) es una médica que desarrolla su labor humanitaria en la frontera con Tailandia.
Miembro de la etnia karenni, abandonó su país en 1989 y se estableció en Mae Tao, en Mao Sot, Tailandia, población situada en la frontera entre ambos países, desde donde ha creado una clínica médica que trata a los refugiados birmanos, a los inmigrantes y a los huérfanos.
En 2008 ha estado galardonada con el Premio Internacional Cataluña, junto con Aung San Suu Kyi, concedido por la Generalidad de Cataluña en reconocimiento por la lucha democrática que emprenden diariamente contra la junta militar birmana que dirige el país.
En 2018 se le concedió el Premio N-Peace en la categoría 'Historias no contadas'.

## Biografía

### Educación y primeros años
Cynthia Maung nació de padres étnicos Karen, Mahn Nyein Maung y Hla Kyi, en Rangún , y creció en Moulmein con sus padres y seis hermanos. Cynthia asistió a la Escuela Secundaria Estatal n.º 4 y fue durante este período que la agitación política y el movimiento estudiantil comenzaron a causar interrupciones en el sistema educativo en Birmania. Maung descubrió que muchos de sus amigos estaban abandonando la escuela porque necesitaban trabajar para ganar un poco de dinero y ayudar a su familia.
En 1977, el gobierno birmano comenzó a realizar cambios en el sistema educativo que afectaron a las universidades y colegios, y hubo más interrupciones en el año escolar. Maung terminó la escuela secundaria ese año, pero tuvo que esperar 10 meses antes de poder ingresar al Colegio regional de Mawlamyaing, donde tuvo que pasar dos años antes de ingresar a la escuela de medicina. Otros 10 meses entre la facultad regional y la facultad de medicina significaron que hasta 1980 no pudo comenzar sus estudios de medicina.